# Grand Prix automobile de Suède
Ne doit pas être confondu avec Grand Prix automobile d'hiver de Suède.
Le Grand Prix automobile de Suède était une épreuve du championnat du monde de Formule 1 entre 1973 et 1978. Il se disputait sur le circuit de Scandinavie, situé à Anderstorp près de Jönköping.
L'italien Antonio Brivio le remporta également en 1933 sur le circuit de Vram avec une Alfa Romeo, et de nombreuses éditions hivernales sur glace furent organisées avant-guerre.

## Palmarès
Les épreuves Sport entre 1955 et 1957 sont également connues sous le nom des 1000 kilomètres de Kristianstad.
| Année     | Vainqueur                     | Voiture            | Circuit      | Catégorie  | Résultats |
| 1933      | Antonio Brivio                | Alfa Romeo         | Norra Vram   | Grand Prix | Résultats |
| 1934–1948 | Non couru                     | Non couru          | Non couru    | Non couru  | Non couru |
| 1949      | Prince Bira                   | Maserati           | Skarpnäck    | Grand Prix | Résultats |
| 1950–1954 | Non couru                     | Non couru          | Non couru    | Non couru  | Non couru |
| 1955      | Juan Manuel Fangio            | Mercedes-Benz      | Kristianstad | Sport      | Résultats |
| 1956      | Maurice Trintignant Phil Hill | Ferrari            | Kristianstad | Sport      | Résultats |
| 1957      | Stirling Moss Jean Behra      | Ferrari            | Kristianstad | Sport      | Résultats |
| 1958–1966 | Non couru                     | Non couru          | Non couru    | Non couru  | Non couru |
| 1967      | Jackie Stewart                | Matra-Cosworth     | Karlskoga    | Formule 2  | Résultats |
| 1968–1972 | Non couru                     | Non couru          | Non couru    | Non couru  | Non couru |
| 1973      | Denny Hulme                   | McLaren-Ford       | Anderstorp   | Formule 1  | Résultats |
| 1974      | Jody Scheckter                | Tyrrell-Ford       | Anderstorp   | Formule 1  | Résultats |
| 1975      | Niki Lauda                    | Ferrari            | Anderstorp   | Formule 1  | Résultats |
| 1976      | Jody Scheckter                | Tyrrell-Ford       | Anderstorp   | Formule 1  | Résultats |
| 1977      | Jacques Laffite               | Ligier-Matra       | Anderstorp   | Formule 1  | Résultats |
| 1978      | Niki Lauda                    | Brabham-Alfa Romeo | Anderstorp   | Formule 1  | Résultats |